# Lysimachia minoricensis
Lisimáquia minoricensis é uma espécie de planta da família Primulaceae. Era endémica da ilha de Minorca, na Espanha. O seu habitat natural era de tipo mediterrâneo, de vegetação arbustiva. Tornou-se extinta dentro da sua área de distribuição natural devido à perda de habitat e agora sobrevive apenas em cultivo.